# دايسوكي تاكاهاشي
دايسوكي تاكاهاشي (باليابانية: 高橋 大輔) (18 سبتمبر 1983 في فوكوكا في اليابان – )؛ هو لاعب كرة قدم ياباني سابق كان يلعب كلاعب وسط.

## وصلات خارجية
- دايسوكي تاكاهاشي على موقع رابطة كرة القدم اليابانية للمحترفين (اليابانية)
- دايسوكي تاكاهاشي على موقع قاعدة بيانات كرة القدم.إي يو (الإنجليزية)
- دايسوكي تاكاهاشي على موقع Soccerway.com (الإنجليزية)
- دايسوكي تاكاهاشي على موقع عالم كرة القدم.نت (الإنجليزية)